# Incipit
Als Incipit (lateinisch ‚[es] fängt an‘, [es] beginnt‘) werden in der Literatur-, Geschichts- und Musikwissenschaft die ersten Worte eines literarischen oder fachwissenschaftlichen Textes, eines Dokuments oder der Anfang eines Notentextes bezeichnet. 
Das Incipit dient zur Identifizierung antiker, mittelalterlicher und frühneuzeitlicher Texte, die ohne Titel oder mit verschiedenen, oft nicht authentischen Titeln überliefert sind. Die Incipit-Angabe wird in der modernen Fachliteratur gewöhnlich mit der Abkürzung inc. eingeleitet. Diese bereits in den Frühen Hochkulturen, in Antike und Mittelalter nachweisbare Praxis findet sich besonders in Bücherverzeichnissen, Katalogen oder Bibliografien.
Als Alternativbezeichnung ist im deutschen Sprachraum auch Initium („Anfang“) üblich. Für das Textende wird der entsprechende Begriff Explicit („Es endet …“) verwendet.
Zum andern bezeichnet Incipit die mit diesen Wörtern beginnenden einleitenden Paratexte, die Informationen über Autor und Werktitel bzw. Inhalt des Werkes enthalten (siehe dazu unten im Abschnitt Mittelalter und Frühe Neuzeit).

## Verwendung bei Texten
Für die Bezeichnung von anonym überlieferten Werken oder solchen mit unsicherer Verfasserschaft, die keinen eindeutig fixierten, authentischen Titel haben (beispielsweise unzählige kurze Gedichte) oder für die verschiedene Titel gebräuchlich sind, bieten sich die Anfangsworte des Textes als bequemes, relativ sicheres und eindeutiges Mittel der Identifizierung an. Ein solches Incipit, bestehend aus den etwa zwei bis zwölf ersten Wörtern des Textes, ermöglicht die schnelle Identifizierung des Textes und die Katalogisierung mit Hilfe von Incipit-Verzeichnissen (auch Initien-Verzeichnissen oder Incipitarien).

### Altertum
Die Praxis, einen Text nach den ihn eröffnenden Worten zu betiteln, war bereits im Altertum verbreitet. Einige Beispiele:
- Sumerische Keilschrifttafeln des 3. Jahrtausends v. Chr. wurden von den damaligen Archivaren anhand dieser Methode katalogisiert.
- Gelehrte der Alexandrinischen Schule (ca. 300 v. Chr. bis 600 n. Chr.) verwendeten Incipits.
- Der römische Dichter Ovid nahm auf das Lehrgedicht des Lukrez Bezug, indem er nicht den Titel De rerum natura, sondern nur das Incipit Aeneadum genetrix angab, das er somit als seinen Lesern bekannt voraussetzte.[2]
- Der Philosoph Porphyrios (3. Jahrhundert) bezeichnete die Schriften seines Lehrers Plotin mit ihren damals gängigen Titeln und bemerkte dazu: „Übrigens will ich auch den Buchanfang hersetzen, damit jede gemeinte Schrift nach dem Anfang eindeutig kenntlich ist.“[3]
- Der Kirchenvater Augustinus (354–430) gab in seinen Retractationes die Incipits seiner eigenen Werke an, um die Identifizierung zu erleichtern.

Im Mittelalter wurden berühmte antike Dichtungen manchmal nicht mit ihren Titeln, sondern mit ihren unter Gebildeten allgemein bekannten Incipits bezeichnet.

### Mittelalter und Frühe Neuzeit
Als formelhafte Wendung steht Incipit oft am Anfang von Texten des Mittelalters und der Frühen Neuzeit. Die Bedeutung ist „Hier beginnt …“; es folgt eine meist knappe, mitunter ausführliche Bezeichnung des Inhalts, die etwa die Funktion eines Werktitels hat, doch ohne die für Titel im heutigen Sinne typische exakte, verbindliche Fixierung des Wortlauts. Oft ist dabei der Verfassername angegeben, manchmal sind weitere Informationen zum Werk angefügt. Ein Beispiel ist: Incipit liber scintillarum, id est diversarum sententiarum, distinctus per LXXXI capitula, deutsch: „Hier beginnt das Buch der Funken, das heißt verschiedener Sentenzen, eingeteilt in 81 Kapitel“ (mit „Funken“ sind Geistesblitze gemeint).
In mittelalterlichen Handschriften ist der Anfangsbuchstabe „I“ von „Incipit“ manchmal als prächtige und fantasievoll verzierte Initiale ausgeführt. Häufig ist auch der ganze mit Incipit beginnende Satz oder dessen erste Zeile durch eine andere Schriftart oder Farbe hervorgehoben. Dann spricht man von einer Initialgruppe oder, wenn sämtliche Buchstaben einer Seite oder deren überwiegender Teil betroffen sind, von einer Initialzierseite.
Der Urheber des mit Incipit eingeleiteten Satzes war oft nicht der Autor des Werks, sondern der Kopist einer bestimmten Abschrift oder ein Bibliothekar. In diesen Fällen ist der Incipit-Satz kein echter Bestandteil des Textes, sondern spielt die Rolle einer willkürlich gewählten, nicht authentischen Überschrift.

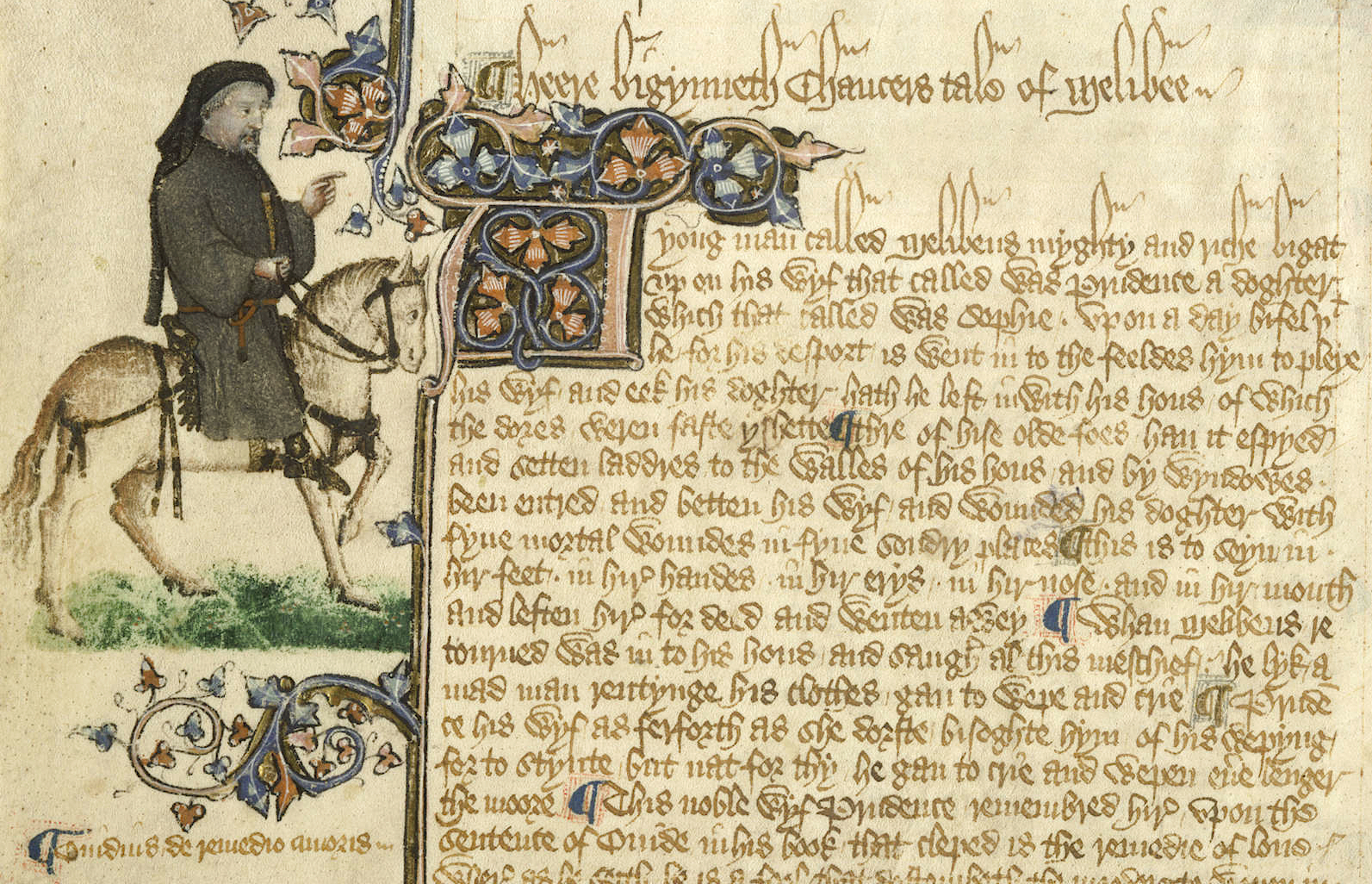
Geoffrey Chaucer als Pilger im Ellesmere Manuscript der Canterbury Tales. Oben das mittelenglische Incipit „Heere bigynneth Chaucers tale of Melibeus“.

Ab dem Spätmittelalter nahm die Anzahl der Werke stark zu, die in Volkssprachen (gesprochenen Sprachen im Gegensatz zum Latein als Gelehrtensprache) verfasst waren. In volkssprachlichen Werken kommen Einleitungsfloskeln vor, die dem lateinischen „Incipit …“ entsprechen, etwa „Hie hebt sich an …“ oder „Heere bigynneth …“ usw.
Diese Textanfänge hatten Funktionen, die im modernen Buchdruck in erster Linie vom Titelblatt, zum Teil auch vom Inhaltsverzeichnis und den Kapitel-Überschriften wahrgenommen werden. Auch einzelne Kapitel oder Bücher innerhalb eines Werks wurden so eingeleitet, z. B. Incipit septimus liber compendii philosophiae „Hier beginnt das siebte Buch des Handbuchs der Philosophie“. Die einleitenden Angaben sollten das Werk identifizieren und dienten einer ersten Orientierung des Lesers über den Inhalt. Hilfreich waren solche Angaben insbesondere zur Orientierung in Sammelhandschriften, wo Werke verschiedener Autoren in einem einzigen Kodex zusammengebunden waren.
In der Frühen Neuzeit wurden derartige stereotype Textanfänge zunehmend ungebräuchlich. Unter literarischem Gesichtspunkt begann man in der Renaissance auf eine ansprechende, originelle Gestaltung der Anfangsworte eines Werks Wert zu legen. Da Werke nun gewöhnlich eindeutig fixierte Titel hatten, büßte das Incipit seine Rolle als Identifizierungshilfe ein.

### Judentum und Christentum
Im Hebräischen heißen die Bücher des Tanachs häufig nach ihrem Incipit; so heißt das 1. Buch Mose Bereschit, also „Im Anfang“. Erst mit der griechischen Bibelübersetzung der Septuaginta kam die auf den Inhalt bezogene Bezeichnung Genesis auf.
Die Paraschot, also die Wochenabschnitte der Toralesung am Sabbat, heißen ausnahmslos nach den ersten Worten des jeweiligen Abschnitts (Bereschit, Noach, Lech Lecha et cetera). An diese Praxis knüpft das Kirchenjahr an: Hier tragen die Sonntage in vielen Fällen Namen, die auf die ersten Worte des zur Liturgie gehörenden Introitus zurückgehen (beispielsweise Laetare, Quasimodogeniti). Die Klagelieder Jeremias in den Karmetten werden mit dem lateinischen Incipit Lamentatione Jeremiae Prophetae eingeleitet.
Konzilsdokumente und päpstliche Enzykliken werden nach den Anfangsworten ihrer Arenga genannt, etwa Gaudium et spes, Lumen gentium, Mit brennender Sorge oder Amoris laetitia, auch Hymnen und Kirchenlieder wie Regina caeli oder Zu Bethlehem geboren.

### Gedichte und Liedtexte
Bei einigen Gedichten ist es auch heute üblich, sie nach ihren Anfangsworten zu zitieren. In manchen Fällen ist das Incipit bekannter als der eigentliche Titel. So wird Friedrich Schillers Gedicht An die Freude (1785) gewöhnlich stärker mit den einleitenden Worten „Freude, schöner Götterfunken“ assoziiert als mit seinem Titel. Insbesondere kurze Gedichte haben mitunter gar keinen Titel.
Volkslieder werden meistens nach ihren Anfangsworten benannt, z. B. „Der Mond ist aufgegangen“ anstelle des Titels Abendlied.

### Dateinamen
Eine moderne Variante der Erfassung von Texten anhand ihrer Anfänge besteht darin, dass viele Textverarbeitungsprogramme ein neu erstelltes Dokument standardmäßig mit den ersten Worten des Textes als Dateinamen speichern, wenn der Benutzer beim Speichern nicht selbst einen bestimmten Dateinamen wählt.

## Incipitarien (Initienverzeichnisse)
Ein Nachschlagewerk, in dem Incipits (Initien) in alphabetischer Reihenfolge zusammengestellt sind, heißt Incipitarium oder Initienverzeichnis. In der Literaturwissenschaft dienen Incipitarien der raschen und eindeutigen Identifizierung von antiken, mittelalterlichen und frühneuzeitlichen Werken nach dem Incipit. Die Werke sind dort alphabetisch nach ihren Incipits geordnet und mit einer fortlaufenden Zählung versehen; sie können daher nach ihrer Nummer im Verzeichnis zitiert werden. Ein Beispiel ist Hans Walther: Initia carminum ac versuum medii aevi posterioris Latinorum. Alphabetisches Verzeichnis der Versanfänge mittellateinischer Dichtungen. Göttingen 1959 (= Carmina medii aevi posterioris latina, I); ein weiteres Lynn Thorndike, Pearl Kibre: A catalogue of incipits of mediaeval scientific writings in Latin. 2. Auflage. Cambridge/Massachusetts 1963 (= The mediaeval academy of America. Publication 29). Mittelalterliche lateinische Gedichte aus dem von Walther berücksichtigten Zeitraum werden nach ihrer Walther-Nummer zitiert.
In Katalogen mittelalterlicher und frühneuzeitlicher Handschriften, wo viele anonyme Werke angeführt sind, spielen die Initienregister eine zentrale Rolle beim Auffinden einzelner Texte. In Werken moderner Forschungsliteratur ist oft unter den Registern auch ein Incipit-Register zu finden.
In Inhaltsverzeichnissen von Gedichtbänden und Liedersammlungen werden die Gedichte beziehungsweise Lieder nicht nur nach Titeln, sondern auch nach Incipits geordnet verzeichnet.

## Incipit in der Musik
In der Musik gibt das Incipit die Anfangstakte der Melodiestimme oder den Anfang des ersten charakteristischen Themas eines Werkes wieder, bei mehrsätzigen Werken auch die der einzelnen Sätze. Neben der allgemein üblichen Wiedergabe des Notenbildes gibt es auch spezielle Notationen für das Incipit; der Oxford Hymn Tune Index, ein Verzeichnis aller vor 1820 gedruckten englischsprachigen Kirchenlieder, enthält als Incipit eine Folge von 15 Ziffern, welche die ersten fünfzehn Tonstufen der Melodie bezeichnen, wobei „1“ den Grundton der Tonleiter bezeichnet, „2“ den nächsthöheren Ton usw. Die Tonlänge bleibt unberücksichtigt. Eine vergleichbare Darstellungsweise ist die im angelsächsischen Raum zur Tonstufennotation benutzte do-re-mi form, bei der die Tonstufen nicht durch Zahlen, sondern durch die Anfangsbuchstaben der Tonsilben do, re, mi, fa, sol, la, ti bezeichnet werden, wobei „d“ als „bewegliches do“ wiederum den Grundton angibt. Eine weitere Methode zur Notation von Melodie-Incipits ist der Parsons-Code, der die relative Tonbewegung der Melodie mit den Symbolen * (Anfangston), u (Aufwärtsbewegung), d (Abwärtsbewegung) und r (gleichbleibende Tonhöhe) abbildet.
Musikalische Incipitverzeichnisse dienen zur Zusammenstellung thematischer Kataloge von Musikstücken oder für die genaue Ausführung von Werkverzeichnissen einzelner Komponisten. Der Leipziger Gelehrte und Buchverleger Johann Gottlob Immanuel Breitkopf veröffentlichte im 18. Jahrhundert als erster in größerem Umfang gedruckte Incipitkataloge, erstmals 1762, um seine große Musiksammlung, nach musikalischen Gattungen und alphabetisch geordneten Komponistennamen geordnet, für den Verkauf anzubieten.
Einige Komponisten haben ihre Kompositionen selbst katalogisiert, etwa Mozart, der ein eigenhändiges Verzeichnis seiner Werke unter ihrem Incipit führte. Auch die maßgeblichen Werkverzeichnisse wie zum Beispiel das Köchelverzeichnis der Werke Mozarts oder das Hoboken-Verzeichnis der Werke Haydns geben die Incipits der Werke an.
Thematische Kataloge sind ein wichtiges Arbeitsmittel der historischen Musikwissenschaft.